# Yull Brown
Yull Brown (pseudonimo di Ilija Vǎlkov, in bulgaro Илия Вълков?; Varna, 16 aprile 1922 – Sydney, 22 maggio 1998) è stato un ingegnere bulgaro.

## Biografia
Nel 1941, con l'entrata in guerra da parte della Bulgaria, Brown fu al comando di un reparto della marina tedesca su un'isola dell'Egeo. Dopo la sconfitta dei nazisti si laureò in ingegneria elettrica.

Lavorò a Mosca finché la moglie non lo denunciò alla polizia segreta russa per via dell'odio che Brown provava per la società sovietica. Passò sei anni in un campo di concentramento russo da cui sopravvisse fuggendo attraversando il fiume che divide la Bulgaria dalla Turchia.
Passato il confine venne catturato dalla polizia turca come spia e trascorse altri cinque anni in prigione.
Nel 1958 riuscì ad emigrare in Australia grazie all'aiuto dei servizi di spionaggio statunitensi. Lavorò come ingegnere elettronico all'Australian Consolidated Industries per tre anni, trascorsi i quali decise di mettersi in proprio.
Dopo altri tre anni di esperimenti Brown intuì il modo per mescolare idrogeno e ossigeno nelle medesime quantità senza causare esplosioni. Fece dunque passare questi due gas attraverso un beccuccio accendendoli con un sigaro acceso. Il risultato fu una fiamma quasi incolore che emetteva una temperatura di circa 130 °C. Passandoci sopra il braccio poteva non ustionarsi. Passandogli sopra una barra di tungsteno, che ha una temperatura di fusione a 3.000 °C, questa vaporizza.
Gli fu dato il nome di gas di Brown.